# SAKAE SP-RING
『SAKAE SP-RING』（サカエ・スプリング）は、愛知県名古屋市で毎年6月頃に開かれるクラブ・サーキット・イベントである。通称「サカスプ」。

## 概要
名古屋のラジオ局「ZIP-FM」主催で2006年より開始されたイベントで例年多数のミュージシャンが出演する。
同様のイベントとしてはFM802主催の「MINAMI WHEEL」やエフエム香川主催の「SANUKI ROCK COLOSSEUM」が挙げられる。

## 歴史

### 第1回（2006年）
- 開催日：5月31日
- 会場数：6ヶ所

### 第2回（2007年）
- 開催日：5月12日、13日
- 会場数：10ヶ所

### 第3回（2008年）
- 開催日：5月31日、6月1日
- 会場数：10ヶ所

### 第4回（2009年）
- 開催日：5月30日、31日
- 会場数：12ヶ所

### 第5回（2010年）
- 開催日：6月4日、5日、7日
- 会場数：12ヶ所

### 第6回（2011年）
- 開催日：6月4日、5日
- 会場数：11ヶ所

### 第7回（2012年）
- 開催日：6月2日、3日
- 会場数：12ヶ所

### 第8回（2013年）
- 開催日：6月8日、9日
- 会場数：12ヶ所

### 第9回（2014年）
- 開催日：6月7日、8日
- 会場数：17ヶ所

### 第10回（2015年）
- 開催日：6月6日、7日
- 会場数：17ヶ所

### 第11回（2016年）
- 開催日：6月4日、5日
- 会場数：21ヶ所

### 第12回（2017年）
- 開催日：6月3日、4日
- 会場数：21ヶ所

### 第13回（2018年）
- 開催日：6月2日、3日
- 会場数：20ヶ所